# Drincea
Drincea – wieś w Rumunii, w okręgu Mehedinți, w gminie Punghina. W 2011 roku liczyła 397 mieszkańców.